# Consorcio
Consorcio es un término que admite varias definiciones. Por un lado, un consorcio es una asociación económica en la que una serie de empresas buscan desarrollar una actividad conjunta mediante la creación de una nueva sociedad. Generalmente se da cuando en un mercado con barreras de entrada varias empresas deciden formar una única entidad con el fin de elevar su poder monopolista.
También se denomina consorcio al acuerdo por el cual los accionistas de empresas independientes acceden a entregar el control de sus acciones a cambio de certificados de consorcio que les dan derecho de participar en las ganancias comunes de dicho consorcio. Los participantes en el consorcio se denominan concordados. Un ejemplos de consorcios son el W3C, Airbus (al momento de crearse en 1970) y, en cierta forma, el Observatorio Europeo Austral (OEA).
Por otra parte, en derecho administrativo un consorcio es una organización de derecho público entre una o más entidades públicas -Administración- y uno o más sujetos u organizaciones de derecho privado para el desarrollo de actividades de interés común a todas ellas dentro del ámbito de sus competencias.
Un consorcio también se define como la asociación de los individuos y/o personas jurídicas en un grupo, patrocinado por una empresa administradora, con el fin de proporcionar a sus miembros la adquisición de bienes a través de la autofinanciación. Para las personas el objetivo es conseguir un bien administradas por una institución que se encarga de los sorteos con la posibilidad de destinar libremente esos ahorros, para cualquier objetivo, según los distintos proyectos de las personas.

## Historia
Los consorcios surgieron como modalidad de perfecta de asociación económicas en Brasil en la década del sesenta del siglo pasado y se han modernizado y transformado con el paso del tiempo. Un aporte fundamental en este sentido ha sido la fundación ABAC (Associação Brasileira de Administradoras de Consórcios). Aunque estudiosos del tema como Mazzuchini (2005, p.13) encuentra antecedentes en Brasil en 1900 con el llamado «Clube de Mercadorias», regularizado más tarde en 1917 y mejoras en 1950 con inmigrantes japoneses.

## Consorcios de evaluación
Existen puntos importantes de la evaluación en diferentes contratos existentes:
- Los administradores están obligados por el Banco Central para iniciar el grupo cuando se supera el 70% de las personas;
- Los gerentes deben soportar las pérdidas si hay contemplaciones cuando se supo que no había suficiente dinero en el banco para estos grupos;
- El consorcio tiene derecho a cambiar el valor de la propiedad que desea en cualquier momento antes de su contemplación.

## Consorcio de propietarios
En Argentina, un consorcio de propietarios es la reunión o agrupación de los copropietarios, es decir aquellas personas que son titulares de dominio de un inmueble sometido al régimen de la propiedad horizontal. Es decir que el consorcio es una persona de existencia ideal, una persona jurídica distinta de los integrantes que lo conforman. Representados por un administrador matriculado.

## Ejemplos

### Educativo

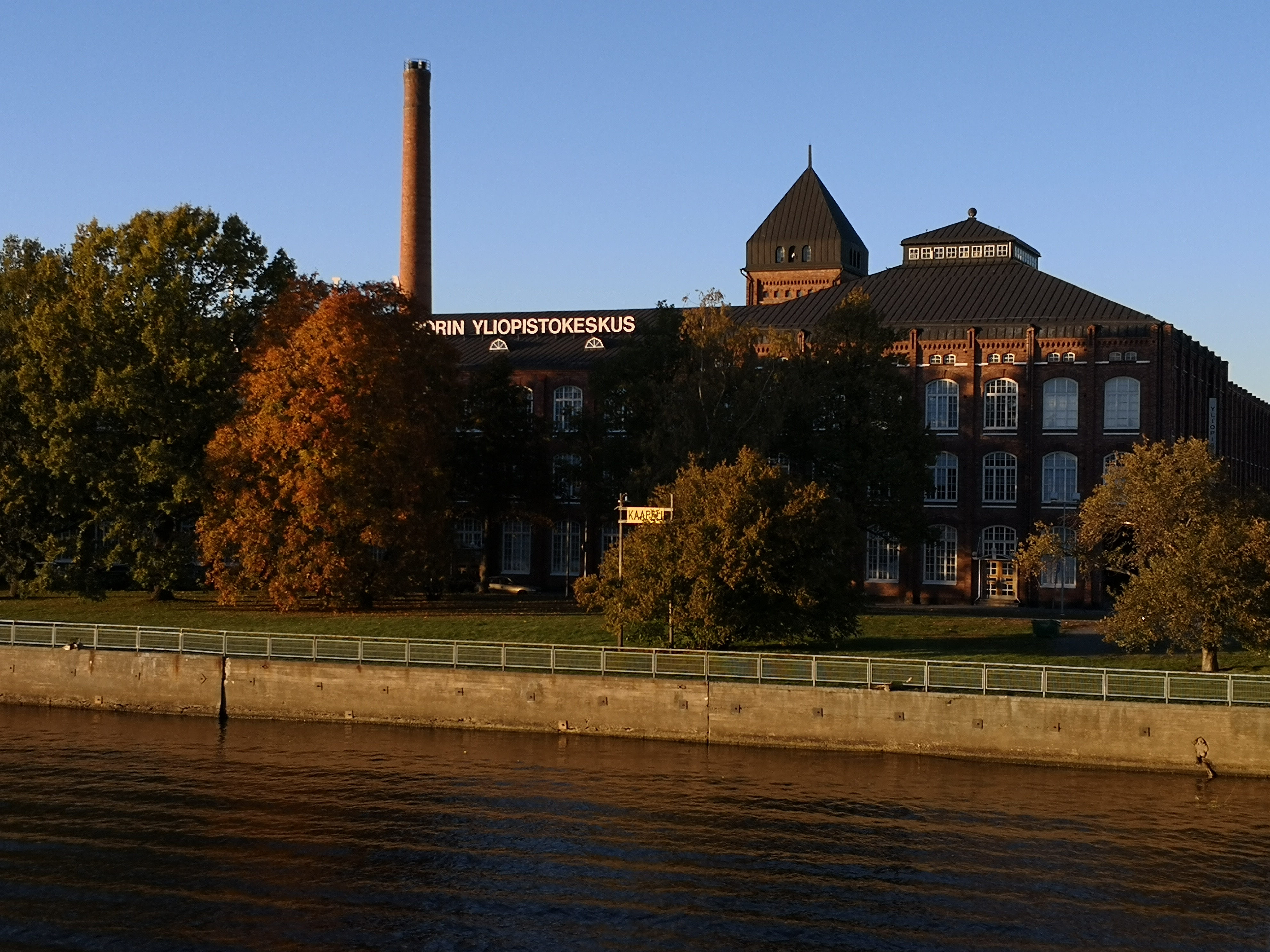
El Consorcio Universitario de Pori en su gloria nocturna de principios de octubre en Pori, Finlandia.

La Alianza Académica de las Diez Grandes en el Medio Oeste y el Medio Atlántico de EE. UU., el consorcio Claremont Colleges en el Sur de California, el Five College Consortium en Massachusetts, y el Consórcio Nacional Honda se encuentran entre los consorcios de educación superior más antiguos y exitosos del Mundo. La Big Ten Academic Alliance, antes conocida como Comité de Cooperación Institucional, incluye a los miembros de la conferencia atlética Big Ten. Los participantes en Five Colleges, Inc. son: Amherst College, Hampshire College, Mount Holyoke College, Smith College y la Universidad de Massachusetts Amherst. Otro ejemplo de consorcio exitoso es el de los Cinco Colegios de Ohio de Ohio: Oberlin College, Ohio Wesleyan University, Kenyon College, College of Wooster y Denison University. El mencionado Consorcio Claremont (conocido como Claremont Colleges) está formado por el Pomona College, la Claremont Graduate University, el Scripps College, el Claremont McKenna College, el Harvey Mudd College, el Pitzer College y el Keck Graduate Institute. Estos consorcios han puesto en común los recursos de sus colegios miembros y de las universidades para compartir activos humanos y materiales, así como para vincular los recursos académicos y administrativos.
Un ejemplo de consorcio sin ánimo de lucro es la Appalachian College Association (ACA), situada en Richmond, Kentucky. La asociación está formada por 35 colegios de artes liberales y universidades privadas repartidas por las montañas centrales de los Apalaches en Kentucky, Carolina del Norte, Tennessee, Virginia y Virginia Occidental. En conjunto, estas instituciones de educación superior atienden a unos 42.500 estudiantes. Seis universidades de investigación de la región (Universidad de Kentucky, Universidad de Carolina del Norte, Universidad de Tennessee, Universidad de Virginia Occidental, Universidad de Virginia y Virginia Tech) están afiliadas a la ACA. Estas instituciones ayudan a la ACA en la revisión de las solicitudes de subvenciones y becas, la realización de talleres y la prestación de asistencia técnica. La ACA trabaja para servir a la educación superior en las regiones rurales de estos cinco estados.

### Comercial
Un ejemplo de consorcio comercial es un grupo de bancos que colaboran para conceder un préstamo, también conocido como sindicato. Este tipo de préstamo se conoce más comúnmente como préstamo sindicado. En Inglaterra es común que un consorcio compre clubes de fútbol con problemas financieros para mantenerlos fuera de la liquidación.
Alyeska Pipeline Service Company, la empresa que construyó el Sistema de oleoductos Trans-Alaska en la década de 1970, fue inicialmente un consorcio de BP, ARCO, ConocoPhillips, Exxon, Mobil, Unocal y Koch Alaska Pipeline Company.

### Aeroespacial

#### Ejemplo de Airbus
Airbus Industries se formó en 1970 como un consorcio de fabricantes aeroespaciales. La retención de los activos de producción e ingeniería por parte de las empresas asociadas convirtió de hecho a Airbus Industries en una empresa de ventas y mercadeo. Este acuerdo dio lugar a ineficiencias debido a los conflictos de intereses inherentes a las cuatro empresas asociadas, que eran tanto accionistas como subcontratistas del consorcio. Las empresas colaboraban en el desarrollo de la gama Airbus, pero guardaban los detalles financieros de sus propias actividades de producción y trataban de maximizar los precios de transferencia de sus subconjuntos.
En 2001, EADS (creada por la fusión de las empresas asociadas francesas, alemanas y españolas de Airbus) y BAE Systems (la empresa asociada británica) transfirieron sus activos de producción de Airbus a una nueva empresa, Airbus SAS. A cambio, obtuvieron el 80% y el 20% de las acciones, respectivamente. BAE vendería posteriormente su parte a EADS.

#### Panavia Tornado
El Tornado fue desarrollado y construido por Panavia Aircraft GmbH, un consorcio trinacional formado por British Aerospace (antes British Aircraft Corporation), MBB de Alemania Occidental y Aeritalia de Italia.
El avión voló por primera vez el 14 de agosto de 1974 y entró en servicio en 1979-1980. Debido a su diseño polivalente, pudo sustituir a varias flotas de aviones diferentes en las fuerzas aéreas que lo adoptaron. La Real Fuerza Aérea Saudí (RSAF) se convirtió en el único operador de exportación del Tornado, además de las tres naciones asociadas originales. Incluyendo todas las variantes, se construyeron 992 aviones. ¿Por qué tanto sobre el avión y tan poco sobre el consorcio, que es el tema de este artículo de WP?

### Cooperación
Coopetición es una palabra acuñada a partir de cooperación y competencia. Se utiliza cuando las empresas, por lo demás competidoras, colaboran en un consorcio para cooperar en áreas no estratégicas para sus negocios principales. Prefieren reducir sus costes en estas áreas no estratégicas y competir en otras en las que pueden diferenciarse mejor.
Por ejemplo, la GENIVI Alliance, ahora llamada COVESA, es un consorcio sin ánimo de lucro entre distintos fabricantes de automóviles para facilitar la construcción de un sistema de entretenimiento en el vehículo.
Otro ejemplo es el Consorcio de la World Wide Web (W3C), que es un consorcio que estandariza tecnologías web como HTML, XML y CSS.

### Gobierno, academia e industria
El Instituto de Seguridad y Salud Alimentaria es un consorcio formado por el Instituto Tecnológico de Illinois, el Centro de Seguridad Alimentaria y Nutrición Aplicada de la Administración de Alimentos y Medicamentos y miembros de la industria alimentaria de EStados Unidos. Algunos de los trabajos realizados en el instituto incluyen: «la evaluación y validación de tecnologías nuevas y novedosas de seguridad y conservación de los alimentos, sistemas de procesamiento y envasado, métodos microbiológicos y químicos, componentes alimentarios que promueven la salud y estrategias de gestión de riesgos».

## Naturaleza jurídica del acuerdo de consorcio en determinados países

### Estados Unidos
En Estados Unidos, la naturaleza legal de un consorcio puede variar según el contexto en el que se utilice. Aquí están los principales contextos en los que comúnmente se encuentra el término "consorcio":
Consorcio Empresarial:
Un consorcio empresarial es un grupo de empresas u organizaciones que se unen para colaborar en un proyecto específico o para alcanzar un objetivo empresarial común. Normalmente, un consorcio empresarial no constituye una entidad legal separada. En cambio, se estructura como un acuerdo contractual entre las organizaciones miembros. Los miembros del consorcio mantienen sus identidades y responsabilidades legales separadas. El consorcio opera basado en un acuerdo de consorcio, que establece los términos de colaboración, la compartición de recursos y las responsabilidades. Es común en industrias como la construcción, la tecnología y la investigación, donde reunir recursos y experiencia puede proporcionar ventajas competitivas.
Consorcio Legal (en Tort Law):
En la Tort Law (derecho del agravio o daño), un consorcio legal se refiere al derecho de un cónyuge a la compañía y los servicios del otro cónyuge. Si uno de los cónyuges resulta dañado debido a la negligencia o el acto ilícito de otra parte, el cónyuge del afectado puede reclamar daños por la pérdida del consorcio. Este concepto se refiere más a derechos y daños en la litigación civil en lugar de formar una entidad legal. Es una forma en que la ley reconoce el valor de la relación y compensa por su pérdida.
Consorcio Académico o de Investigación:
Los consorcios académicos o de investigación son colaboraciones entre instituciones educativas, organizaciones de investigación o entidades enfocadas en proyectos conjuntos de investigación, programas educativos o compartición de recursos. Similar a los consorcios empresariales, los consorcios académicos o de investigación generalmente se forman a través de acuerdos entre las instituciones participantes. Generalmente no crean una entidad legal separada, sino que operan bajo un marco de objetivos y responsabilidades compartidos que se detallan en sus acuerdos.
En todos los casos, las características y las implicaciones legales específicas del consorcio dependen en gran medida de los acuerdos realizados entre los miembros y del marco legal y regulador aplicable a sus actividades.

### Francia
En Francia, el consorcio, considerado un subtipo de joint venture, tiene un importante significado teórico y práctico. El ordenamiento jurídico francés no ofrece una definición y no utiliza explícitamente el concepto de empresa conjunta o consorcio (groupements momentanés d'entreprises). El acuerdo de consorcio en Francia es un contrato de cooperación puramente contractual que no implica la creación de un tercero. El consorcio no tiene personalidad jurídica ni capacidad jurídica. El contrato se celebra entre dos o más naturales o personas jurídicas que se comprometen a realizar determinados trabajos para llevar a cabo un proyecto conjunto que los miembros del consorcio no podrían realizar por sí mismos. El acuerdo de consorcio no está regulado explícitamente por el legislador francés, pero es admisible a la luz del principio de libertad contractual interpretado a partir de los artículos 6 y 1134 del Código Civil francés.

### Reino Unido
Ni consorcio ni empresa conjunta tienen una definición jurídica en U.K. law. El segundo término suele utilizarse para describir diversos tipos de acuerdos en los que dos o más partes cooperan en la realización de actividades empresariales. Esto se manifiesta, por ejemplo, en el reparto conjunto de beneficios, compartiendo efectivo, activos, conocimientos o habilidades. Dado que no existen disposiciones legales que regulen en detalle el consorcio o la empresa conjunta, las relaciones entre las partes que participan en este tipo de acuerdo -cuando se opta por una empresa conjunta como acuerdo de colaboración o una asociación especial- están sujetas al common law o a las disposiciones de la ley de asociaciones. Un acuerdo de consorcio regido por el derecho general de los contratos, similar a un acuerdo de asociación ordinario, no crea una entidad separada.

### Alemania
En Alemania prevalece la opinión de que el consorcio es un tipo de sociedad civil interna (§ 705-740 del BGB). En las relaciones externas, los miembros del consorcio pueden decidir sobre la responsabilidad solidaria regulada por el § 421 del BGB, mientras que internamente existe a veces una exención de esta responsabilidad. Las empresas conjuntas a menudo incluyen sindicatos de crédito (Kreditkonsortien), consorcios de emisión de valores, incluyendo principalmente acciones (Emissionskonsortien), consorcios de construcción (Baukonsortien) también denominados de inversión (Investitionskonsortien) y fondos de beneficios (Ergebnispools). A veces, las sociedades con fines especiales creadas para utilizar conjuntamente instalaciones de construcción (Planungsgesellschaften) figuran en una misma categoría con el consorcio y el pool. Los acuerdos de cooperación celebrados con arreglo a la legislación alemana no tienen una naturaleza jurídica uniforme. Existe una gran riqueza de formas jurídicas de cooperación que podrían calificarse cautelarmente como acuerdos de consorcio. Se trata, en particular, de la sociedad civil en sus variantes interna y ocasional (Gelegenheitsgesellschaft), así como de la sociedad de contratistas de obras (ARGE) y de una estructura denominada simplemente «consorcio».

### Polonia
En el ordenamiento jurídico polaco se discute la naturaleza jurídica del acuerdo de consorcio. Según el enfoque predominante, un consorcio es una forma de cooperación, diferente de una sociedad de derecho civil, emprendida entre entidades económicamente independientes que ya operan en el mercado con el fin de llevar a cabo una empresa específica que constituye un segmento de las actividades regulares de estas entidades, basada en un contrato innominado y caracterizada por su naturaleza temporal, la minimización de la institucionalización y la falta de propiedad separada, la necesidad de especificar cómo participan las partes en la empresa conjunta y la intención de no establecer una «comunidad» con intereses parcialmente propios (la sociedad como tal). Según este concepto, a pesar de la amplísima fórmula de sociedad civil prevista para las entidades que se comprometen a cooperar de un modo determinado para alcanzar un objetivo económico común (que es un elemento común para ambos tipos de contratos), el contrato de sociedad no agota todas las formas de cooperación y no se permite la calificación automática de los contratos de consorcio como sociedades.